# Remo nos Jogos Pan-Americanos de 2019 - Quatro sem peso leve masculino
A competição do quatro sem peso leve masculino foi um dos eventos do remo nos Jogos Pan-Americanos de 2019. Foi disputada no Albufera Medio Mundo em Huacho nos dias 7 e 10 de agosto.

## Calendário
Horário local (UTC-5).
| Data         | Horário | Fase          |
| ------------ | ------- | ------------- |
| 7 de agosto  | 9:00    | Eliminatórias |
| 10 de agosto | 9:10    | Final         |

## Medalhistas
|  | CHI Chile                                                     |  | MEX México                                           |  | CUB Cuba                                                     |
|  | Felipe Oyarzún Fabián Oyarzún Felipe Cárdenas Roberto Liewald |  | Rafael Mejia Angy Canul Marco Velasquez Alexis López |  | Ennier Tamayo Yhoan Uribarri Alexei Carballosa Osvaldo Pérez |

## Resultados

### Eliminatórias
| Pos. | Remador                                                       | Nacionalidade | Tempo   | Notas |
| ---- | ------------------------------------------------------------- | ------------- | ------- | ----- |
| 1    | Felipe Oyarzún Fabián Oyarzún Felipe Cárdenas Roberto Liewald | CHI Chile     | 6:08.62 | F     |
| 2    | Renato Cataldo Vangelys Reinke Marcos Alves Emanuel Borges    | BRA Brasil    | 6:11.02 | F     |
| 3    | Rafael Mejia Angy Canul Marco Velasquez Alexis López          | MEX México    | 6:21.87 | F     |
| 4    | Ennier Tamayo Yhoan Uribarri Alexei Carballosa Osvaldo Pérez  | CUB Cuba      | 6:28.86 | F     |
| 5    | Pedro Dickson Tomas Herrera Facundo Forneris Ignacio Pezzente | ARG Argentina | 7:07.67 | F     |

### Final
| Pos.              | Remador                                                       | Nacionalidade | Tempo   | Notas |
| ----------------- | ------------------------------------------------------------- | ------------- | ------- | ----- |
| Medalha de ouro   | Felipe Oyarzún Fabián Oyarzún Felipe Cárdenas Roberto Liewald | CHI Chile     | 6:04.09 |       |
| Medalha de prata  | Rafael Mejia Angy Canul Marco Velasquez Alexis López          | MEX México    | 6:06.60 |       |
| Medalha de bronze | Ennier Tamayo Yhoan Uribarri Alexei Carballosa Osvaldo Pérez  | CUB Cuba      | 6:08.02 |       |
| 4                 | Renato Cataldo Vangelys Reinke Marcos Alves Emanuel Borges    | BRA Brasil    | 6:08.06 |       |
| 5                 | Pedro Dickson Tomas Herrera Facundo Forneris Ignacio Pezzente | ARG Argentina | 6:17.79 |       |